# 苏联军事顾问团
苏联军事顾问团（俄语：военного атташе в Китае）曾在中国国民政府北伐期间、抗日战争前半段，向中国政府提供军事顾问、物资援助。

## 北伐战争时第一次派遣来华的军事顾问团
北伐战争时期，苏联曾派遣军事顾问参与国民革命军的军事行动，知名顾问包括：
- 维塔利·马尔科维奇·普里马科夫
- 亚历山大·伊里奇·叶戈罗夫

1924年1月，苏联为黄埔军校派来以弗拉基米尔·波里亚克为组长的第一个军事顾问小组，参加军校的筹建工作。军事顾问小组成员有：切列潘诺夫、雅·格尔曼（又译作捷尔曼）、尼·捷列沙托夫、斯莫连采夫、波良克等10多人。鲍罗廷把苏联军事顾问小组成员介绍给孙中山，帮助设计黄埔军校。承襲西方學制的傳統軍官學校（如保定军官学校），培養一名初階軍官一般需要三年。苏联军事顾问小组則根据苏联红军建军经验，規劃半年完成初階軍官軍事訓練的速成學制，还根据修业期限详细安排各项军事课目的教学大纲、课程设置和具体进度，并针对各科的具体内容及特点，拟定实施办法練。根据苏联红军的新鲜经验和中国军队的特点，重新修订典（步兵操典）、範（射击教範）、令（各种条令条例）及4大教程（战术、筑城、兵器、地形）。
总顾问鲍罗廷鉴于军校缺乏军事干部，受孙中山的嘱托，于1924年4月和加拉罕一起联名向莫斯科发电报派遣教官。1924年5月，苏军军长帕威尔·安德耶维奇·巴甫洛夫（化名高和罗夫）到达广州，受聘孙中山首席军事顾问、黄埔军校军事总顾问、苏联军事顾问团团长。7月8日总军事顾问高和罗夫给苏联政府发电报，要求立即援助孙中山政府急需的武器装备。同时，高和罗夫还建议孙中山成立国防委员会，将广州地区分散的地方军阀部队改编为革命军队，以便集中指挥。7月11日，国民党中央政治委员会决定接纳高和罗夫的建议，成立军事委员会，并聘请高和罗夫为该委员会的军事顾问。 1924年7月18日，高和罗夫偕同其他苏联军事顾问及航空局飞机师数人乘坐广九列车赴增城考察前线情况。当晚，在石龙河面电船上勘察时，高和罗夫失足落水溺亡。8月4日黄埔军校举行追悼大会，孙中山与宋庆龄由大本营乘江固舰又亲往参加，称他为“俄国为中国自由而捐躯的第一位先烈”，并手书“急邻之难”条幅以志哀悼。
1924年10月8日，苏联军舰沃罗夫斯基号通信指挥舰抵达黄埔码头，运来急需的8000支莫辛纳甘步枪、400万发子弹，以及以继任军事总顾问加伦将军为首的40多位苏联军事专家，罗加觉夫、别夏斯特诺夫、吉列夫（炮兵顾问）、波洛（机枪顾问）、格米拉、泽涅克、齐利别尔特、马采伊利克等。 这些装备与专家立即投入镇压廣州商團事變。
1925年5月，苏联政府再向黄埔军校派来200人的教官团。知名苏联顾问或教官有：
- 尼古拉·古比雪夫（化名“季山嘉”），1925年6月来华接替与鲍罗廷不和的加仑将军，负责顾问团工作，1926年2月27日获悉蒋介石、汪精卫要解聘自己时，自动请辞。
- 斯米诺夫（俄语：Смирнов-Светловский, Пётр Иванович）（又译为西米诺夫），1924年10月被聘为大本营直辖海军局局长，1925年7月国民政府正式成立海军局时被解聘。
- 李糜（Remi，化名伍格尔夫），1924年10月被大元帅府聘为航空局的顾问，任代理航空处处长兼航空学校校长，1925年7月国民政府正式成立航空局时被解聘。
- 伊文诺斯基，被聘为大元帅府军事顾问，1926年4月14日，随被解聘10余人归国。
- 沙菲为铁甲车队顾问
- 军事教练顾问长切列帕诺夫
- 政治顾问喀拉觉夫（又译作格拉觉夫）
- 步兵顾问兼顾问长白礼别列夫
- 炮兵顾问嘉列里
- 工兵顾问瓦林
- 炮兵教练官捷列沙托夫、梁道夫
- 通讯顾问科丘别耶夫
- 后方勤务顾问罗戈夫
- 战术教官波利亚克、格尔曼、亚科夫列夫等

1925年从苏联运到广州2万支步枪，100挺配备子弹的机枪，以及足够数量的掷弹炮和手榴弹武装军校教导团，军火价值达56.4万卢布。
1926年3月13日，苏联红军政治部主任安德烈·谢尔盖耶维奇·布勃诺夫（原联共（布）中央宣传鼓动部部长，化名伊万诺夫斯基）率“苏俄观察团”到广州，对苏联顾问在华的军事、政治工作进行考察，正遇上中山舰事件。黄埔军校教育长兼入伍生部长、代校长方鼎英在《我在军校的经历》中，提到1926年3月20日“中山舰事件”后，蒋介石“对苏联顾问团亦以与中山舰事件有嫌，同样兴问罪之师，苏联总顾问鲍罗廷感到蒋之派兵监视顾问团住宅是极其严重之举，因而让蒋明白提出意见，蒋便将其不满的顾问列一名单，请其撤走，一次便有300余人被撤回国”。1926年苏联分4批将各种军械运到广州，第1批有日造来福枪4000支，子弹400万发，军刀1000把；第2批有苏造来福枪9000支，子弹300万发；第3批有机关枪40架，子弹带4000个，大炮12门，炮弹1000发；第4批有来福枪5000支，子弹500万发，机关枪50架，大炮12门。
1927年4月12日，蒋介石在上海发动四一二事件后，在华苏联顾问团全部撤走。
一般认为，黄埔军校开学时，初有苏联军事教官4人，后增至30人。1925年春军校学生参加第一次东征时，有加伦率领的20名苏联军官参加。1925年，除了由24位高级军事顾问组成的顾问小组派驻广州协助国民党政府之外，苏联驻华军事代表团的文武官员总人数已经约多达1000人。1926年1月，广州地区约有140余名苏联军官。在东征、北伐期间，苏联顾问上自军事总顾问加伦将军，下至各科的顾问及教官，都和学员一样随队出征、英勇战斗，利用战斗间隙进行教学，边学边用。攻打淡水时，顾问斯捷潘诺夫、别夏斯特诺夫、德拉特文和帕洛，带着机枪，冒着敌人的炮火，冲锋陷阵，占领高地。东征战役中，加伦将军亲率10余名苏联顾问，随同左路军出发作战。战斗中，苏联顾问“均背冲锋枪徒步行进，参与第一线行动”。在攻打淡水城的战斗中，因云梯不足而久攻不下。军校首席军事顾问切列潘诺夫冒着敌人密集的枪弹，亲自到城墙下给战士示范搭人梯的办法，使部队胜利地攻占淡水城。苏联政府先后6次运来枪炮弹药，计有步枪51000枝，子弹57400万发，机枪1090挺等。苏联还决定援助中国飞机10多架，后只运来数架，由苏联飞行员驾驶，参加东征和北伐战争。

## 抗日战争时第二次派遣来华的军事顾问团

### 经过
1937年7月14日，苏联外交人民委员李维诺夫在接见中国驻苏联大使蒋廷黻时表示，“苏联愿援助中国”。1937年8月21日国民政府外交部长王宠惠与苏联驻华大使德米特里·瓦西里耶维奇·鲍格莫洛夫在南京签署《中苏互不侵犯条约》。内容是“双方斥责以战争为解决国际纠纷之方法”，约定缔约双方“不得单独或联合其他一国或国家集团对于彼此作任何侵略”。根据《中苏互不侵犯条约》附件，1937年11月苏联派遣空军志愿队来华作战，到达汉口。截止1941年6月苏德战争爆发前，先后来华的苏联航空志愿人员达2000名，其中约200名航空志愿人员在中国战场牺牲。
1938年3月1日，中苏政府在莫斯科签订协议，苏联向中国贷款5000万美元；7月1日又贷款5000万美元。1939年6月13日再贷款15000万美元。至1940年，除预定贷款内的军事装备外，加超额订购的军用物资总计约450,00万美元“截至1941年6月苏德战争爆发时止，中国利用苏联信用借款所购卖的飞机及主要军火物资为：各类飞机904架，其中轻重轰炸机318架，坦克82辆，汽车1526辆，牵引车24辆，各类大炮1190门，轻重机关枪9720挺，步枪5万枝，步枪子弹16700多万发，机枪子弹1700多万发，炸弹31100颗，炮弹187万多发，以及飞机发动机及全套备用零件，汽油等军火物资。援华运输线路在1938年10月广州未失弃前一部分由苏联船舶运到广州黄埔港上岸，其余均由“西北国际大通道”，由苏联土西铁路的阿亞古茲转公路运输，在塔城入境，再经迪化、哈密、兰州、宝鸡至四川广元。由迪化至兰州的兰新公路须行车9天，沿途人烟稀少、供水困难，行程艰苦，最高峰用大卡车3000辆，每晚到食宿站，必先检修车辆，加水、加油，然后才准司机洗澡、进餐。晨5时30分起床，6时整发车起程。兰州以东经六盘山至西安为早年所修西兰公路。
1937年11月末，德拉特文以苏联驻华大使馆武官的身份来华,建议中国军队必须由消极防御转入积极防御。蒋介石请德拉特文根据他自己的设想，建立以苏联人为主的新的军事顾问体系。最早一批27名苏联军事顾问在其后的一个月内抵达中国。仅在武汉抗战期间，就有超过300名苏联军事顾问、200名技术专家被派往中国。圉于苏日当时未处于军事冲突，这些苏联顾问均隐姓埋名不公开露面。
退据陪都时，苏联军事总顾问室设在重庆上清寺。国民政府军事委员会办公厅顾问事务处(处长张冲)负责友邦援华军事顾问（其中以苏联顾问为最多）的接待工作。在重庆期间，苏联总顾问福尔根与蒋介石、徐永昌、周恩来、张治中、贺耀组、冯玉祥等多次会见；其他所有军事顾问不会见任何军队以外的官吏或民主人士。总顾问或代总顾问参加每星期二、五上午的最高军事汇报。该汇报由蒋介石或何应钦主持，参加人有何应钦（军政部长）、苏联总顾问或代总顾问、徐永昌（军令部长）、白崇禧（军训部长）、张治中（國民政府軍事委員會委員長侍從室第一处主任）、何成濬（军法执行总监）、陈绍宽（国民革命军海军总司令）等，战情报人刘斐（军令部次长），记录人郑介民（军令部第二厅厅长）。总顾问室的联络参谋每周二至三次与军令部第一厅第一处处长蔡文治会见，了解敌我动态。作战、军队调动、军队编制、训练、武器分配、仓库储存量、兵役情况、兵工生产等详情均不对苏联顾问团保密。
1939年9月末10月初召开第一次南岳会议，参加人有蒋介石、桂林行营主任李济琛、贺耀组、薛岳、陈诚、张发奎、余汉谋、顾祝同及师长以上人员。苏联总顾问福尔根、副总顾问波格柳包夫，炮兵首席顾问谢洛夫、工兵首席顾问塔那索夫与会。福尔根提出以五、九战区为主，第三战区为助攻的冬季攻势作战得到采纳。实际上从绥远的傅作义部到广东广西的驻军全线都参与了1939年冬季攻势作战。苏联代总顾问波格柳包夫跋涉数千里赴上饶的第三战区司令长官部、皖南青阳县长江最前线，视察了解部队、掌握地形、敌情，帮助第三战区制定攻击计划。
1940年底，崔可夫来华接任总顾问。苏联政府为防止日本击败重庆国民政府，又向蒋介石提供了12个甲种步兵师装备，以及战斗机150架，快速轰炸机100架，各种炮300门，汽车500辆。蒋介石在重庆军委会大礼堂宴请崔可夫及全体苏军顾问，国民政府军事委员会的上校以上全体出席。1941年秋，据大量情报，日军准备进攻晋南中条山区并有渡黄河、攻潼关、攻西安的态势。总顾问崔可夫建议第一战区和第八战区会同八路军集结兵力，做进攻部署，以阻止日军渡河。
1941年秋第三次长沙会战后召开第三次南岳会议。代总顾问古巴列维赤、炮兵顾问、工兵顾问、九战区顾问聂斯杰尔诺夫等出席。古巴列维赤向大会提交了书面发言，印发给与会全体军佐。
1941年12月太平洋战争爆发后，中国成为美英对日作战的盟友。总顾问崔可夫认为中国政府、军队、民众的抗战到底士气已经不需要担心，而且继续深度介入中国对日作战可能会增加苏日军事摩擦风险，使得对德战争十分不利的苏联被迫分心卷入两线作战。为此，崔可夫向苏联最高统帅部汇报援华军事顾问使命应该结束。
1943年8月，库尔斯克战役胜利，苏军转入全面反攻。苏联驻华大使潘友新通知蒋介石：苏联对华抗日军援的历史使命已告完成，苏联国内自身战争的需要，极须调回在华的军事人员，须办理全国苏军撤退事宜。此时崔可夫中将早已返国，古巴列维赤代理总顾问，苏联驻重庆大使馆武官里巴尔柯亦已返国。
1943年8月，在中国的苏军顾问撤退，各战区顾问相继到达驻兰州的军委会外办，分批予以薪金核算后乘军用飞机至迪化，再由苏方飞机运送返国。最后一批回国的是代总顾问古巴列维赤与参谋长斯米尔诺夫。
苏联军事援华人员伤亡：空军方面飞行员死伤约200人。陆军人员只有第四战区首席顾问加当诺夫病死、驻重庆通讯兵首席顾问因烧炭取暖，夜睡窒息死亡。

### 军事总顾问
| 屆次 | 人物                                                                | 任职时间             | 来华前 | 归国后 |
| ---- | ------------------------------------------------------------------- | -------------------- | --- | --- |
| 1    | 德拉特文（德拉季文） （1897年11月21日—1953年12月12日） 师级指挥员   | 1937.11-1938.8       | 北伐军顾问（1924年至1926年） 总参军事学院战术系主任助理（1936年5月） 学院院长政工助理（1936年12月） 军事电工技术学院院长（1937年8月至1937年11月） | 1938年7月格鲁乌负责人员派遣。1939年1月总参第11特别局负责人，监督在中国与西班牙的军事顾问工作，1939年12月该工作转入国防人民委员部。1941年4月总参军事学院教授。1941/7/10组建步275师任师长，编入南方面军第6集团军在第聂伯参战。1942年1月参加巴尔文科沃-洛佐瓦亚进攻战役。该师转隶第37集团军。1942/1/11任37集后勤副司令。1942年9月任外高加索方面军后勤部副部长。1943年3月方面军后勤副司令。1943/9/1晋升中将。1944年4月任朱可夫代表，协调白俄罗斯第一、第二方面军的卢布林–布列斯特进攻战役。1945年1月任步47军军长，参加东普鲁士战役、东波美拉尼亚战役、柏林战役。1945年6月任驻德苏联军事管理委员会军务副参谋长，1945年11月任参谋长，1947年5月任总事务第一副总指挥。1949年12月任格鲁乌副局长兼第10局（外事）局长。1951年12月到总参军事学院速成系进修。1953年1月任军事外交学院副院长。 |
| 2    | 且尔班诺夫（切列潘诺夫） （1895年11月21日—1984年7月6日） 师级指挥员 | 1938年8月至1939年9月 | 北伐军顾问（1923年6月21日至1927年） 黄埔军校教官（1924年至1926年） 第43步兵師代理師長（1927年6月） 太平洋步兵第1师师长进攻密山（中东路事件） 彼得巴甫洛夫斯克步兵群指挥员（1933年10月） 国防人民委员部总监组副组长（1934年4月） 国防人民委员部总监组组长（1935年7月） | 总参军事学院教授。1941年7月西北方向总司令检察长。1941年9月第23集团军司令至1944年7月在卡累利阿地峡战胜芬兰军。1943年9月1日晋升中将。1944年11月盟国管制保加利亚委员会(俄语：Союзной контрольной комиссии в Болгарии)副主席；1947年5月任委员会主席兼保加利亚人民军总顾问。1948年国防部高等军事学校科研工作部副部长。1955年11月转入预备役。著有《中国国民革命军的北伐——一个驻华军事顾问的札记》，中国社会科学出版社1983年第一版。 |
| 3    | 福尔根（卡恰诺夫） （1901年11月1日—1941年9月29日） 师级指挥员       | 1939年9月至1941年1月 | 列宁格勒军区副参谋长 | 格鲁乌。1941年7月任西北方面军第27集团军步24军军长。8月3日任第34集团军司令，8月12日发起旧鲁萨反击战役遭到失败。8月29日德军转入反攻，突破洛瓦季河，攻占杰米扬斯克，西北方面军蒙受重大人员损失，德军对列宁格勒与莫斯科两大战略方向的结合部的安全得到保障。9月12日被逮捕。9月27日被方面军军事法庭判处死刑。9月30日枪决。1958年1月30日平反。 |
| 4    | 崔可夫 （1900年2月12日—1982年3月18日） 中将                         | 1940年12月-1942年2月 | 黄埔军校顾问(1927年) 白俄罗斯军区第4集团军司令员 | 预备第一集团军司令员、第64集团军副司令员、第62集团军司令员、近卫第8集团军司令员。1955年苏联元帅。国防部副部长兼陆军总司令。苏联民防总司令。 |

且尔班诺夫为蒋介石的总军事顾问，参加指挥第一次长沙会战，薛岳的天炉战法就是出自他的“进攻理论”。
崔可夫上任时，带来新的援助：15名军事顾问，150架战斗机、100架快速轰炸机、300门大炮、500辆吉斯5型卡车以及其他一批相关的装备和备件。

### 副总顾问或使馆武官
| 序号 | 人物                                       | 任职时间                                           | 来华前                       | 归国后 |
| ---- | ------------------------------------------ | -------------------------------------------------- | ---------------------------- | --- |
| 1    | 波格柳包夫 （1900年5月29日—1956年2月28日） | 副总顾问兼遵义陆军大学顾问，代总顾问，1940年夏回国 | 总参军事学院并留校任主任教员 | 1941年7月任预备队方面军司令部作战部部长，1941年10月任第43集团军参谋长，1942年8月起任总参作战部副部长、11月第一副部长，1943年3月任西北方面军参谋长，1943年11月任乌克兰第一方面军参谋长，1944年5月5日任白俄罗斯第二方面军参谋长。1945年被授予上将军衔、5月29日获得苏联英雄称号1945年6月任北部军队集群参谋长，1945年10月起任伏龙芝军事学院教研室主任和副院长，1951年任远东部队总司令助理，1953年9月任陆军军事和体育训练总部副部长。1955年10月转入预备役。 |
| 2    | 古巴列维赤                                 | 副总顾问兼兵役署兵工署顾问，1942年3月代总顾问      |                              | |
| 3    | 斯米尔洛夫                                 | 顾问团参谋长兼陆军大学教官                         |                              | |
| 4    | 里巴尔柯少将                               | 1940年4月-12月驻华武官                             |                              | |
| 5    | 巴季茨基 （1910年6月27日—1984年2月17日）   | 1939.9-1940.12 顾问团参谋长                        | 总参作战部                   | 1940年12月波罗的海特别军区摩托化第11旅参谋长、1941年3月摩托化第202师参谋长。1968年苏联元帅 |

### 各军兵种首席顾问
- 炮兵首席顾问
  - H.Б．戈卢别夫
  - 雅科夫·塔邦钦科（俄语：Табунченко, Яков Митрофанович）（1907年10月22日—1997年6月26日），1938年5月至1939年11月作为高射炮兵顾问来华。此前是塞瓦斯托波尔高射炮兵学校学员营大尉营长。在华荣获苏联红星勋章与中国云麾勋章。1940年2月任基辅特别军区骑兵第2军独立高射炮兵第18师师长长。苏德战争爆发后在奥德萨作战，1941年11月随骑2军调到莫斯科南郊，顶住古德里安坦克第2集群对莫斯科的最后突击。莫斯科会战反攻阶段，高炮师一度陷入包围，指挥部队顺利突围，为此1941年12月21日荣获红旗勋章。在斯大林诺戈尔斯克战斗中受重伤。1942年5月伤愈归队。1942年6月担任莫斯科防空方面军第1205高射炮团团长。 1943年6月任西防空方面军莫斯科特别防空集团军小口径高射炮第63师代理师长、9月任师长。1945年10月该师缩编为小口径高射炮第1786团，担任上校团长。1946年4月任驻斯摩棱斯克的独立第1防空旅旅长。1946年秋任驻斯摩棱斯克的中口径高射炮第1183团团长。1948年12月任高射炮第76师副师长。在第聂伯罗彼得罗夫斯克炮兵学院进修高等炮兵课程。1949年10月荣誉毕业。11月担任波兰人民军高炮第9师师长。1952年12月任波兰人民军高射炮兵副主任。1953年12月任苏军高射炮第78师师长。1954年5月31日晋升少将军衔。1955年6月北方防空军军长。1956年6月任白海防空军军长。1957年9月转入预备役。
  - И.A．希洛夫（谢洛夫）
- 工兵首席顾问
  - 阿列克桑德拉·雅科夫列维奇·卡利亚金（俄语：Калягин, Александр Яковлевич）（1900年—2000年）。1938年5月至1939年11月，在中国担任工程兵总顾问。后任苏军工程兵主任，参加解放乌克兰、白俄罗斯及柏林战役，退役前为中将。著有中国回忆录。
  - И.П.巴布罗夫
  - A.П.科瓦廖夫
  - 洛巴欣
  - 塔那索夫。
- 战车首席顾问
  - 费尔柯
  - 彼得·德米特里耶维奇·别洛夫少校，中文化名高尚夫
  - H.K．切斯诺科夫
  - 中国陆军第五军战车顾问：卢茨基赫、波卢宾斯基、布拉托夫和齐甘科夫
- 化学兵首席顾问
- 通讯兵首席顾问。
  - 波克罗夫斯基（Покровский.K.M.),1914年生，1937年参与组织西班牙共和国的无线电通信工作。1939年至1940年，在中国担任通信总顾问。在总参谋部工作，参加苏德战争。战后在无线电工程、宇航研究部工作，退役前为少将工程师。
- 空军首席顾问（国民政府军事委员会航空委员会首席顾问，该机构驻成都）：详见苏联航空志愿队
  - 雷恰戈夫上校：1937年12月至1938年3月，化名“巴塔林将军”（генерал Баталин）。
  - 日加列夫少将：1938年9月至1938年10月
  - 格里格利·伊利亚耶维奇·特霍尔少将：1938年11月至1939年初
  - 彼得·尼古拉耶维奇·阿尼西莫夫上校：1939年5月至1941年
  - 费多尔·彼得罗维奇·波雷宁：1906年10月生，1928年参加苏联红军，1929年毕业于飞行理论学校，1931年毕业于奥伦堡飞行员和飞行观察员学校，1935年毕业于空军学院首长进修班，1936年1月任航空兵支队长。1937年11月至1938年4月，以志愿者身份来华，担任中国空军顾问。于1939年任基辅特别军区空军副司令，1941年任布良斯克方面军空军司令，1943年任空军第六集团军司令，1944年至1947年任波兰人民军空军司令。1946年被授予空军上将军衔。由于作战勇敢，获苏联英雄称号。先后获列宁勋章2枚，十月革命勋章1枚，红旗勋章5枚，一级库图佐夫勋章2枚，红星勋章2枚，二级库图佐夫勋章、劳动红旗勋章各1枚，奖章及外国勋章、奖章多枚。
  - B.П.罗加乔夫
  - 季莫菲·季莫菲耶维奇·赫柳金（齊略恆）（1910年6月28日—1953年7月19日）：出生于库班哥萨克赤贫石匠家庭。15岁才开始扫盲。16岁入团。19岁入党。22岁进入卢甘斯克航空学校学飞行。1936年8月参加西班牙内战，任圖波列夫SB轟炸機机长。1937年3月回国时或红旗勋章。1937年底担任援华苏联志愿航空队任圖波列夫TB-3轟炸機编队指挥员，大尉军衔。[8]1938年9月归国。1939年2月22日获得苏联英雄称号。1939年任第十四集团军空军司令参加苏芬战争。1940年任苏联空军助理监察长。1940年5月晋升师级指挥员。1941年5月27日任基辅特别军区空军第12集团军司令，1942年6月任西南方面军空军（随即改称空8集）司令，参加斯大林格勒空战。1944年5月晋升航空兵上将军衔。1944年7月任空军第一集团军司令，1945年4月19日第二次荣获苏联英雄称号。1946年任空军副总司令。

### 各战区首席顾问
担任过顾问的有：И.П．阿尔费罗夫、A.A．阿利亚布舍夫、A.K．别列斯托夫、H.A.鲍勃罗夫、A.H.、A.B.瓦西里耶夫、C.П.康斯坦丁诺夫、P.И.帕宁、雷巴尔科等。 
- 第一战区司令长官顾问室首席顾问帕纽什金，炮、工、通讯顾问各1人，有电台技工2人。
- 第一战区汤恩伯副司令长官部有中校步兵顾问1人
- 第二战区为避八路军之嫌，未设顾问室
- 第三战区顾问室首席顾问欧赤涅夫。炮、工、通讯兵顾问各1人，有电台，技术员2人。
- 第四战区顾问室首席顾问加当洛夫，任上病死。炮、工、通讯顾问各一人，有电台，技术员2人。
- 第五战区顾问室首席顾问斯科沃尔差夫。炮、工、通讯顾问各一人，有电台，技术员2人。
- 第五战区孙连仲副总部，步、炮兵顾问各1人。
- 第五战区张自忠副总部，步兵顾问涅杰尔尼克中校。
- 第六战区顾问室首席顾问，炮、工、通讯顾问各一人，电台，技术员2人。
- 第七战区顾问室首席顾问冈恰诺夫上校，炮、工、通讯顾问各一人，电台，技术员2人。
- 第八战区顾问首席顾问克里木丘克上校。炮、工、通讯顾问各一人，有总电台，技术员2人。
- 第八战区傅作义副司令长官部首席顾问。炮、工、通讯顾问各一人，电台，技术员2人。
- 第八战区胡宗南副司令长官部顾问室首席顾问彼德洛夫中校。机械化部队炮、工顾问各一人，有电台，技术员2人。
- 第九战区顾问室首席顾问聂斯杰罗夫
- 第九战区王赞绪总部步、炮兵顾问
- 桂林行营李济琛顾问室，步、炮、工、通讯、化学顾问各1人，设总电台一座，技术员2人。
- 援华志愿航空队：领队П·B·雷恰戈夫（雷芭柯夫），政治委员A.Г.雷托夫。与中国的航空委员会一起驻成都，常驻有战斗、轰炸机队。

### 顾问事务处
1937年苏联军事顾问团在华由参谋本部第二厅第二处（苏联处，处长周明）对口接待。武汉会战之后，由国民政府军事委员会办公厅顾问事务处对口，张冲任处长，略通俄文。副处长先梁子骏，后屈武。内设：
- 第一科科长卜道明，下分两股，译员股长周黎扬，外员股长常荫集。
- 第二科管理文书、行政事务。科长党必刚
- 第三科管供应、食宿、交通事项，主要是负责在重庆各兵科顾问的生活。科长高伯玉

## 中华人民共和国成立后第三次派遣来华的军事顾问团
中华人民共和国成立后，尤其是抗美援朝战争爆发后，苏联派大量的军事顾问团和专家团援华。
1949年刘亚楼访苏，中苏达成协议由苏联将帮助解放军空军建立6所航校并出售434架战机。1949年11月，从校长顾问、教官、地勤保障人员等各类专家近900名陆续到达。
1949年10月苏军克罗挈克夫将军为领队的84人专家团抵达帮助建立大连海校。到1949年底，共来了600多名苏联海军专家。
- 总顾问
  - 苏联首任驻华使馆武官兼军事总顾问科托夫中将
  - 苏军副总参谋长扎哈罗夫大将（——1951年4月中旬）
  - 克拉索夫斯基空军上将（1951年4月中旬——1952年7月）
  - 驻华武官科托夫中将兼（第二次出任，1952年7月——1953年7月）
  - 彼得鲁舍夫斯基上将（华东军区首席军事顾问1953年7月——1957年7月）
  - 杜鲁方诺夫上将（远东军区副司令1957年7月——1960年7月）
- 哈军工的苏联顾问
  - 首席顾问
    - 第一任首席顾问奥列霍夫（Вадим Иванович Орехов）中将
    - 第二任首席顾问（代）格瓦廖夫（Григорий Николаевич Ковалев）中将
    - 第三任首席顾问普罗托波波夫(Всеволод Алексеевич Протопопов)少将